# 2015年12月永昌县少女跳楼事件
2015年12月永昌县少女跳楼事件发生于12月28日的甘肃省金昌市永昌县，29日、30日又引发群体性聚集事件，现场处置的金昌市市长张应华被打伤。

## 事件经过
13岁的甘肃省武威籍少女赵某在金昌市下辖的永昌县华东超市东街店偷窃巧克力、衣帽挂钩和果粒爽等商品。赵某母亲张某某到场与超市交涉处理，过程中张某某责打赵某。后，赵某离开现场在别处跳楼自杀身亡。29日，在其家人与超市交涉过程中，千余人聚集于超市前，部分人员试图就此抢劫、打砸这家超市。金昌市市长张应华在进行现场处置时被打伤头部。至当天下午17时左右，聚集人群离开现场。30日上午，未提及身份的人士在超市门前摆放花圈，再度引发围观。下午人群冲击超市大门，损坏公共设施、警车并围攻警察。
31日，永昌县警方对事发区域进行管制，商铺停业。至2016年1月1日，事发区域恢复正常。

## 司法处理
2016年1月5日，中共永昌县委、永昌县人民政府下发《关于在全县集中开展法制宣传教育活动的实施方案》的公文。计划在2016年上半年开展全县法制教育宣传。截至1月6日，共有59人到案。其中有犯罪、违法前科的28人。

## 类似事件
- 京温事件